# Castello di Horneck
Il castello di Horneck è conosciuto anche con il nome di Burg Horneck. Si trova nella città di Gundelsheim nel Baden-Württemberg, nella Germania del Sud-Ovest. Il nome deriverebbe dalla frase "sul Neckar," dal momento che esso è stato costruito in posizione dominante sul fiume Neckar.

## Storia
Il castello venne costruito nel 1420 e venne donato all'Ordine teutonico da Konrad von Horneck nel 1438, rendendolo sede dei Deutschmeister (gran maestri tedeschi dell'ordine) sin quando non venne distrutto da un incendio nel 1525 durante la guerra dei contadini tedeschi. Malgrado la ricostruzione prontamente iniziata, dopo la sua distruzione Mergentheim divenne il nuovo quartier generale dell'Ordine Teutonico della regione nel 1527. Götz von Berlichingen morì al castello di Horneck 1562.
Dal 2006 il castello ospita un istituto per anziani e un museo sulla Transilvania.